# Hutong
Els hutong (en xinès simplificat: 胡同; en xinès tradicional: 衚衕 o 胡同; en pinyin: hútòng) són un tipus de carrer estret o carreró comunament associat a les ciutats del nord de la Xina, especialment Pequín. El mot és un préstec del mongolque, literalment, vol dir «pou d'aigua». Són essencialment carrers formats per habitatges tradicionals estructurades al voltant d'un pati que formen barris sencers i, de fet, la paraula hutong també es fa servir per designar aquests barris d'habitatges tradicionals que, actualment, encara formen el cor de l'antic Pequín.

## Orígens
Els hutongs neixen en època imperial, ja amb la dinastia mongola dels Yuan (1279–1368). Amb les dinasties Ming (1368–1644) i Qing (1644–1911) aquests barris augmentaren notablement. De fet, els trobem encara a mitjan segle XX i mantenen la mateixa estructura de carrer amb cases a ambdós costats. Aquestes solen tenir entrades modestes i s'articulen al voltant d'un pati de perfil quadrangular.

## Valor històric
Els hutongs representen un element cultural important de la ciutat de Pequín. Aquesta ciutat ha estat capital dinàstica durant segles i compta amb edificis sumptuosos lligats a la vida de la família imperial com la Ciutat Prohibida, l'Antic Palau d'Estiu, el Temple del Tambor o el Temple del Cel. No obstant això, els hutongs reflecteixen la cultura i vivències de les classes populars. En tant que habitatges històrics, molts no tenen lavabo i estan situats en zones cèntriques a les ciutats, fet que suposa un problema per al creixement d'aquestes.
En aquest sentit, el govern de Pequín decidí enderrocar-ne arran de les obres que es produïren a tota la ciutat en motiu dels jocs olímpics d'estiu del 2008. Aquesta pràctica emfatitzà la problemàtica al voltant de conservació del patrimoni històric xinès. Molts artistes, com ara Ai Weiwei, s'han significat en contra d'aquesta pràctica i nombrosos estudis acadèmics n'han estudiat la situació.

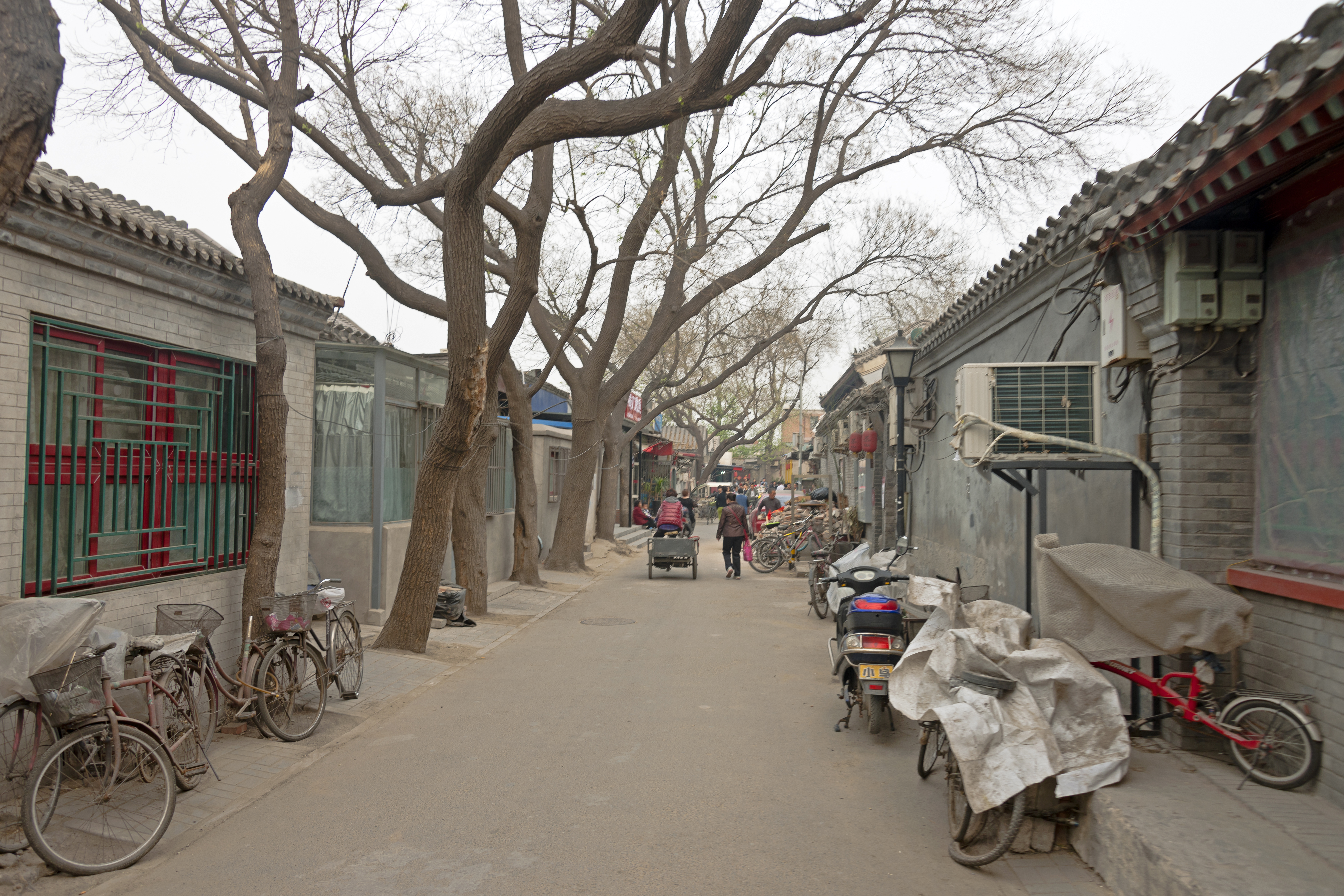
Fangzhuanchang Hutong (Pequín)

## Actualitat
Els darrers anys Xina ha experimentat amb els hutongs reconvertint les cases en un important recurs cultural per al desenvolupament turístic. Wang Ning ens apunta com aquesta tipologia arquitectònica transmet idees d'identitat cultural local als visitants, alhora que redueix l'impacte negatiu de la modernització. Val a dir, però, que no deixa de ser una tipologia de turisme molt fràgil i la planificació del model model d'explotació turístic resulta clau.
Charles Johnston, d'altra banda, aborda aquesta mateixa qüestió intentant explorar les relacions entre el desenvolupament sostenible i el turisme sostenible. Johnston analitzà els barris històrics de hutong de Pequín en relació amb els sectors de l'habitatge, la conservació del patrimoni i el turisme hutong. La sostenibilitat es torna qüestionable al analitzar els punts de vista i arguments de tots els actors implicats i, de fet, encara avui és una matèria pendent de resoldre per al govern local.